# Аносово (Краснинский район)
Ано́сово — деревня в Краснинском районе Смоленской области России. Входит в состав Мерлинского сельского поселения. Население — 7 жителей (2007 год).   
Расположена в западной части области в 8 км к востоку от Красного, в 1,5 км южнее автодороги Р135 (Смоленск - Красный - Гусино). В 18 км северо-западнее деревни расположена железнодорожная станция Велино на линии Москва — Минск.

## Достопримечательности
Здесь находится храм в честь преподобного Саввы Сторожевского чудотворца Звенигородского. Храм построен на пожертвования. Строительство храма началось в июле 2013 года, а освящение состоялось 5 октября 2019 года. С самим именем Саввы Сторожевского связано множество чудес, два из которых стали историческими. Описанные  чудеса легли в основу уникальной росписи храма в палехском стиле. 
https://www.youtube.com/channel/UCbBShIUPq9N-bHcS4x7VIBA
Росписью стен храма занимались профессиональные мастера из Палеха.

## История
В годы Великой Отечественной войны деревня была оккупирована гитлеровскими войсками в июле 1941 года, освобождена в сентябре 1943 года.

В своей книге «Дневник партизанских действий» о войне 1812 года Денис Васильевич Давыдов так описывает  события близ Аносово: 
"Сего числа, на рассвете, разъезды наши дали знать, что пехотные неприятельские колонны тянутся между Никулиным и Стеснами. Мы помчались к большой дороге и покрыли нашею ордою все пространство от Аносова до Мерлина. Неприятель остановился, дабы дождаться хвоста колонны, бежавшего во всю прыть для сомкнутия. Заметив сие, граф Орлов-Денисов приказал нам атаковать их. Расстройство сей части колонны неприятельской способствовало нам почти беспрепятственно затоптать ее и захватить в плен генералов Альмераса и Бюрта, до двухсот нижних чинов, четыре орудия и множество обоза."